# Europees kampioenschap voetbal 2008 (Groep A) Zwitserland - Tsjechië
Dit artikel gaat over de wedstrijd in de groepsfase in groep A tussen Zwitserland en Tsjechië gespeeld op 7 juni 2008 tijdens het Europees kampioenschap voetbal 2008.

## Wedstrijdverloop
Deze wedstrijd werd gewonnen door Tsjechië met 0-1. De enige goal van de wedstrijd werd gemaakt door Svěrkoš in de 71e minuut. Voor rust waren de meeste kansen voor Zwitserland maar dit leidde niet tot een doelpunt. Vlak voor rust raakte Frei geblesseerd door een lichte overtreding van Grygera. Na de wedstrijd werd bekend dat Frei dit toernooi niet meer zou kunnen spelen. Alexander Frei zou na de rust vervangen worden door Hakan Yakin. Tsjechië kwam in de 71e minuut op voorsprong door een doelpunt van Svěrkoš. Yakin schoot een paar keer, zonder succes, op het doel van de tegenstander. Een inzet van Johan Vonlanthen raakte slechts de lat. De scheidsrechter was Rosetti en hij gaf geel aan de Zwitserse spelers Magnin, Vonlanthen en Barnetta. Voor de wedstrijd was er een uitgebreide opening van het toernooi van 14 minuten.

## Voorafgaand aan de wedstrijd
- Tomáš Ujfaluši is op tijd fit voor de openingswedstrijd. De verdediger, die komend seizoen voor Atlético Madrid speelt, is volledig hersteld van een buikspierblessure.[1]

## Wedstrijdgegevens

De basisopstellingen van beide landen.

| Datum                | 7 juni 2008                        | 7 juni 2008                        |
| Stadion              | St. Jakob Park, Bazel              | St. Jakob Park, Bazel              |
| Toeschouwers         | 42.500                             | 42.500                             |
| Scheidsrechter       | Roberto Rosetti                    | Roberto Rosetti                    |
| Assistenten          | Alessandro Griselli Paolo Calcagno | Alessandro Griselli Paolo Calcagno |
| Vierde man           | Stéphane Lannoy                    | Stéphane Lannoy                    |
| Man van de wedstrijd | Tomáš Ujfaluši                     | Tomáš Ujfaluši                     |
|                      | Zwitserland                        | Tsjechië                           |
| Doelpunten           | 0                                  | 1                                  |
| Gele kaarten         | 3                                  | 0                                  |
| Rode kaarten         | 0                                  | 0                                  |
| Wissels              | 3                                  | 3                                  |
| Schoten op doel      | 6                                  | 1                                  |
| Schoten naast doel   | 6                                  | 1                                  |
| Overtredingen        | 19                                 | 21                                 |
| Hoekschoppen         | 6                                  | 3                                  |
| Buitenspel           | 2                                  | 3                                  |
| Vrije trappen        | 23                                 | 21                                 |
| Balbezit (tijd)      | 27                                 | 24                                 |
| Balbezit (%)         | 53                                 | 47                                 |

| Zwitserland | 0 – 1           | Tsjechië |
| | goals (assists) | 71' Václav Svěrkoš |
| Jakob Kuhn | bondscoach      | Karel Brückner |
| Diego Benaglio Stephan Lichtsteiner 75' Patrick Müller Philippe Senderos Ludovic Magnin Tranquillo Barnetta Gökhan Inler Gelson Fernandes Valon Behrami 84' Alexander Frei 46' Marco Streller | opstellingen    | Petr Čech Zdeněk Grygera Tomáš Ujfaluši David Rozehnal Marek Jankulovski Jaroslav Plašil Jan Polák 87' David Jarolím Tomáš Galásek 83' Libor Sionko 56' Jan Koller |
| Hakan Yakın 46' Johan Vonlanthen 75' Eren Derdiyok 84' | wissels         | 56' Václav Svěrkoš 83' Stanislav Vlček 87' Radoslav Kováč |
| Ludovic Magnin 59' Johan Vonlanthen 76' Tranquillo Barnetta 90+3' | gele kaarten    | |
| | rode kaarten    | |

## Overzicht van wedstrijden
| Groepswedstrijden | | | |
| Groep A | Groep B | Groep C | Groep D |
| Zwitserland - Tsjechië Portugal - Turkije Tsjechië - Portugal Zwitserland - Turkije Zwitserland - Portugal Turkije - Tsjechië | Oostenrijk - Kroatië Duitsland - Polen Kroatië - Duitsland Oostenrijk - Polen Oostenrijk - Duitsland Polen - Kroatië | Roemenië - Frankrijk Nederland - Italië Italië - Roemenië Nederland - Frankrijk Nederland - Roemenië Frankrijk - Italië | Spanje - Rusland Griekenland - Zweden Zweden - Spanje Griekenland - Rusland Griekenland - Spanje Rusland - Zweden |
| Kwartfinales | | | |
| Portugal - Duitsland | Kroatië - Turkije | Nederland - Rusland | Spanje - Italië                                                                                                   |
| Halve finales | | | |
| Duitsland - Turkije | Duitsland - Turkije                                                                                                  | Rusland - Spanje | Rusland - Spanje                                                                                                  |
| Finale | | | |
| Duitsland - Spanje | | | |